# Бельвинь-ан-Лейон
Бельвинь-ан-Лейон (фр. Bellevigne-en-Layon) — новая коммуна на западе Франции, регион Пеи-де-ла-Луар, департамент Мен и Луара, округ Анже, кантон Шемийе-ан-Анжу. Расположена в 23 км к югу от Анже, в 12 км от автомагистрали А87. Через территорию коммуны протекает река Лейон, приток Луары.
Население (2020) — 5 780 человек.

## История
Коммуна образована 1 января 2016 года путем слияния коммун Рабле-сюр-Лейон, Туарсе, Фавере-Машель, Фе-д’Анжу и Шам-сюр-Лейон. Центром коммуны является Туарсе. От него к новой коммуне перешли почтовый индекс и код INSEE. На картах в качестве координат Бельвинь-ан-Лейона указываются координаты Туарсе.
Туарсе в Средние Века был важным укрепленным местом у единственного моста через реку Лейон, которая была границей между областями Анжу и Пуату. Земли эти принадлежали герцогам Анжуйским, а затем сеньорам Туарсе. 
Несмотря на то, что Вандейский мятеж никогда полностью не охватывал долину Лейона, как и во всем остальном регионе, его последствия сказались и здесь. «Адские колонны» генерала Турро прошлись по всей области, в том числе и через Туарсе, который дважды, в 1793 и 1794 годах, был сожжен. 

## Достопримечательности
- Мельница Ла-Монтань XIX века в Туарсе, памятник истории
- Часовня Орийе XIX века в Туарсе, объект культурного наследия
- Церковь Святого Петра XII-XIX веков в Туарсе
- Шато Пино XVII-XIX веков в Шам-сюр-Лейон, частная собственность
- Церковь Святого Петра XII-XVIII веков в Фавере-Машель

## Экономика
Структура занятости населения:
- сельское хозяйство — 26,7 %
- промышленность — 9,4 %
- строительство — 3,8 %
- торговля, транспорт и сфера услуг — 36,2 %
- государственные и муниципальные службы — 24,0 %

Уровень безработицы (2020) — 7,9 % (Франция в целом — 12,7 %, департамент Мен и Луара— 11,0 %). 

Среднегодовой доход на 1 человека, евро (2020) — 21 770 (Франция в целом — 22 400, департамент Мен и Луара — 21 790).

## Администрация
Пост мэра Бельвинь-ан-Лейона с 2020 года занимает Жан-Ив Ле Бар (Jean-Yves Le Bars). На муниципальных выборах 2020 года возглавляемый им независимый список был единственным.
| Период | Период | Фамилия           | Партия        | Примечания                      |
| ------ | ------ | ----------------- | ------------- | ------------------------------- |
| 2016   | 2020   | Доминик Норманден | Разные правые | бухгалтер, бывший мэр Фе-д’Анжу |
| 2020   |        | Жан-Ив Ле Бар     |               | бывший мэр Туарсе               |

## Галерея
- Шато Пино
- Часовня в Туарсе
- Церковь Святого Петра в Туарсе